# Biharfüred

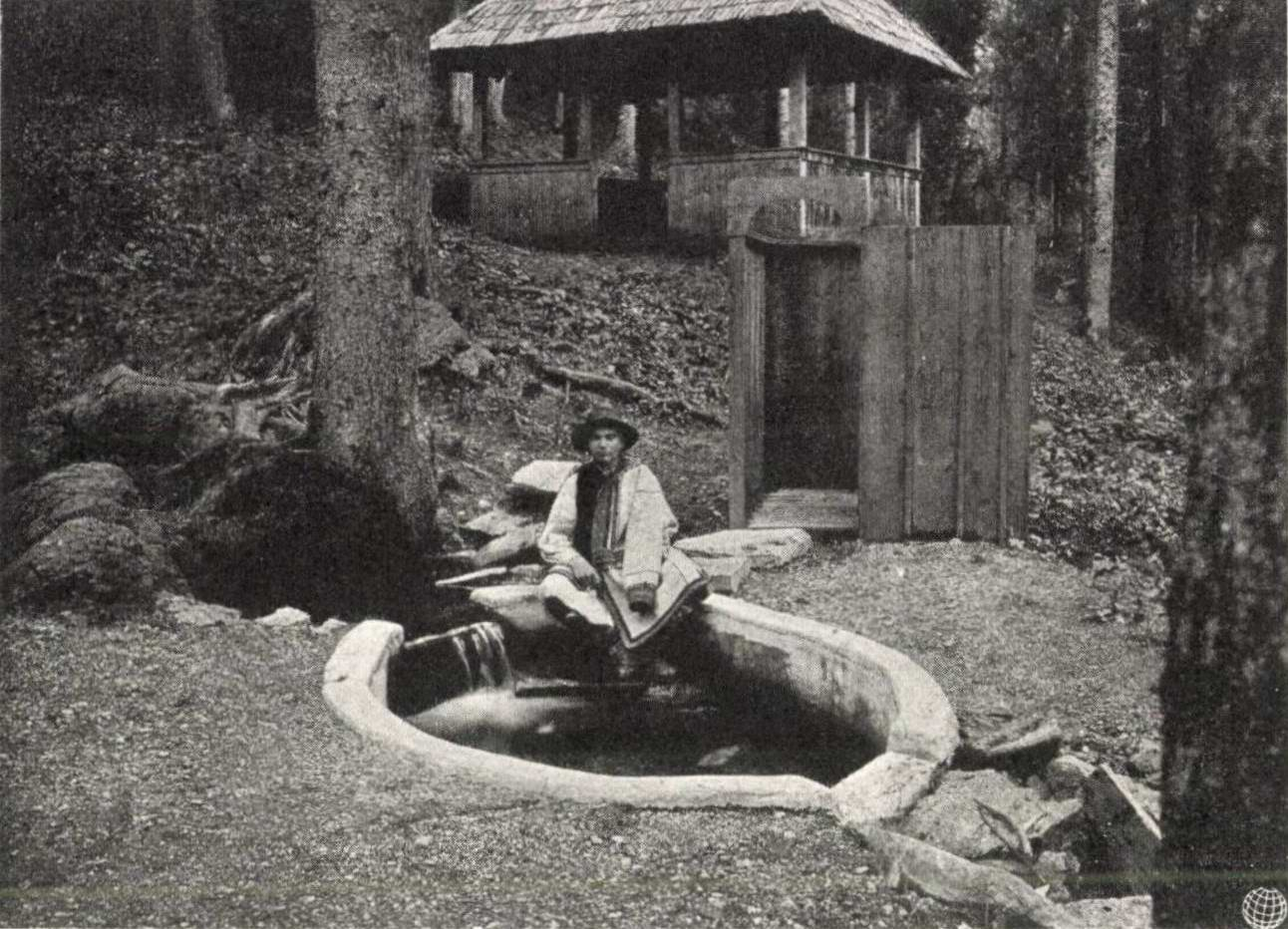
Biharfüred. Bekey Imre Gábor fényképe

Biharfüred (románul Stâna de Vale) üdülőtelep a romániai Bihar megyében, Bondoraszó község területén. A Vigyázó-hegységben, 1100 méteres tengerszint feletti magasságban fekszik. Románia legcsapadékosabb települése.
A térség látnivalói:
1. Csodaforrás
2. Jadolina-vízesés
3. Medve-barlang, Mézgedi-cseppkőbarlang
4. Pádis, Boga, Csodavár
5. Jád völgye, Vizes-barlang
6. Lesi-víztározó